# Journal of Zoology
Het Journal of Zoology is een wetenschappelijk tijdschrift dat zich richt op de zoölogie. Het tijdschrift werd in 1830 opgericht door de Zoological Society of London en wordt uitgegeven door Wiley-Blackwell.
De inhoud bestaat uit papers met origineel onderzoek met als doelgroep een algemeen publiek. Een deel van de artikelen is publiek toegankelijk maar dit is afhankelijk van de wens van de auteur. 
Vanaf 1833 werd het tijdschrift uitgegeven onder de naam Proceedings of the Zoological Society of London en van 1965 tot 1984 onder de naam Journal of Zoology: Proceedings of the Zoological Society of London.